# Premier Volleyball League
Premier Volleyball League är en av fler, av varandra oberoende, serier i volleyboll för damer i Filippinerna. Den bildades 2004 under namnet  Shakey's V-League (sponsrad av Shakey's Pizza) och var ursprungligen en serie för universitetslag. Från 2011 tilläts även andra lag delta. Inför säsongen 2017 bytte det till det nuvarande namnet. I oktober 2020 antog landets spel- och underhållningsstyrelse ett direktiv om spelar som ekonomisk ersättning för spel annat än för landslaget och evenemang som var vinstdrivande skulle räknas som professionella. Detta medförde att serien  professionaliserades (innan dess hade den varit halvprofessionell). 
Serien har bestått av två eller tre konferenser per år (två så länge den enbart var för universitetslag, tre därefter) som varar en till två månader. Konferenserna har haft olika namn/kännetecken:
- Collegiate – för universitetslag
- Open – för alla filippinska lag
- Reinforced – lagen tillåts ha två spelare från annat land (då serien var för universitetslag innebar det istället att de fick spela med två spelare utanför universitet, t.ex. alumner)
- Invitational – ett eller flera lag från utanför Filippinerna tillåts delta.